# Protonòrdic
El protonòrdic (també anomenat nòrdic primitiu, escandinau antic, germànic protonòrdic i protoescandinau) fou una llengua indoeuropea parlada a Escandinàvia. Es creu que va evolucionar del protogermànic durant els primers segles de la nostra era. Es tracta de la primera etapa de la llengua germànica septentrional i és la llengua que apareix en les inscripcions escandinaves en futhark antic, parlada entre els segles iii i VII aproximadament (que corresponen al final de l'edat de ferro romana i principis de l'Edat de Ferro germànica). Es va fraccionar en els diferents dialectes del nòrdic antic a principis de l'època vikinga.

## Fonologia

### Accent
L'accent queia en la primera síl·laba. S'ha proposat que el protonórdico a més tindria accent tonal heretat del protoindoeuropeu i que hauria derivat en els accents tonals del suec i el noruec moderns. Una teoria recent proposa que totes les síl·labes llargues i les síl·labes curtes de forma alternada rebrien accent tonal. Altres lingüistes pensen que les primeres distincions tonals no van aparèixer fins al període del nòrdic antic.

### Vocals
La característica distintiva del sistema vocàlic del protonòrdic és l'absència de simetria entre vocals curtes i llargues:
|          | curtes  | curtes    | curtes   | llargues | llargues  | llargues |
| anterior | central | posterior | anterior | central  | posterior |          |
| -------- | ------- | --------- | -------- | -------- | --------- | -------- |
| Tancades | i       |           | u        | ī [iː]   |           | ū [uː]   |
| Mitjanes | e       |           |          |          |           | ō [oː]   |
| Obertes  |         | a         | a        |          | ā [aː]    | ō [oː]   |

De fet la llengua pot analitzar-se fonològicament admetent dos nivells d'obertura contrastants i tres posicions (anterior, central, posterior):
|                 | curtes  | curtes    | curtes   | llargues | llargues  | llargues |
| anterior        | central | posterior | anterior | central  | posterior |          |
| --------------- | ------- | --------- | -------- | -------- | --------- | -------- |
| obertura petita | /i/     |           | /u/      | /ī/      |           | /ū/      |
| obertura gran   | /e/     | /a/       | /a/      | /ī/      | /ā/       | /ō/      |

Òbviament aquesta asimetria és el resultat de diverses confusions fonètiques pIE /*a, *o/ > pNord /a/, pIE /*ē, *ī/ > pNord /ī/, per la qual cosa el sistema va passar de ser un sistema originalment simètric a un asimètric. Els diftongs possibles en el protonórdico van quedar com:
ei [eɪ]
ai [aɪ]
eu [eʊ]
au [aʊ]

### Consonants
Oclusives
El protonòrdic posseïa sis consonants oclusives igual que el nòrdic antic. Quan una de les consonants oclusives sordes estava entre dues vocals es tornava fricativa.
- p [p]
- t [t]
- k [k]
- b [b] entre vocals [β]
- d [d] entre vocals [ð]
- g [ɡ] entre vocals [ɣ]

Fricatives
- f [f]
- þ [θ]
- h [x]
- s [s]
- z [z], en els estats finals possiblement va passar a pronunciar-se com una r retroflexiva. (Tradicionalment aquest canvi es transcriu de les inscripcions amb el signe ʀ, O+280.)

Nasals
- n [n]
- m [m]

Semivocals
- j [j]
- w [w]

Líquides
- l [l]
- r [r]
- ʀ - vegeu fricatives z.

### Inscripcions rúniques

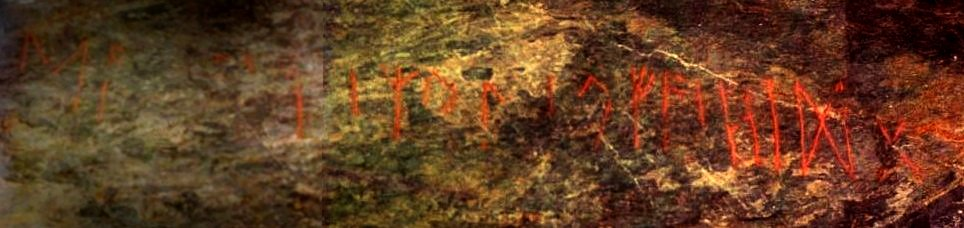
Inscripció de la pedra d'Einang (vers 400).

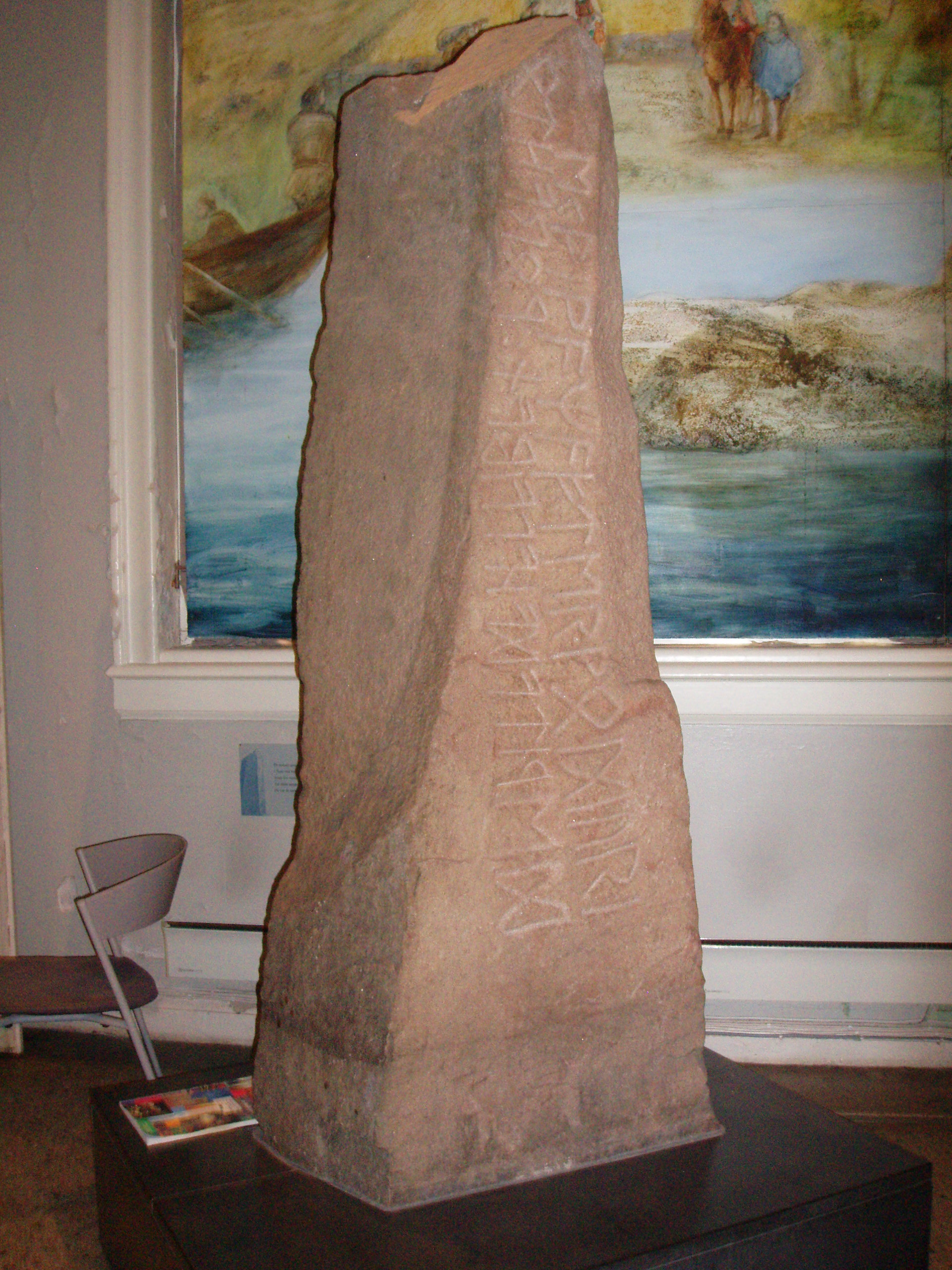
Pedra de Tune, amb inscripció en protonòrdic.